# Edinburgh-Maler

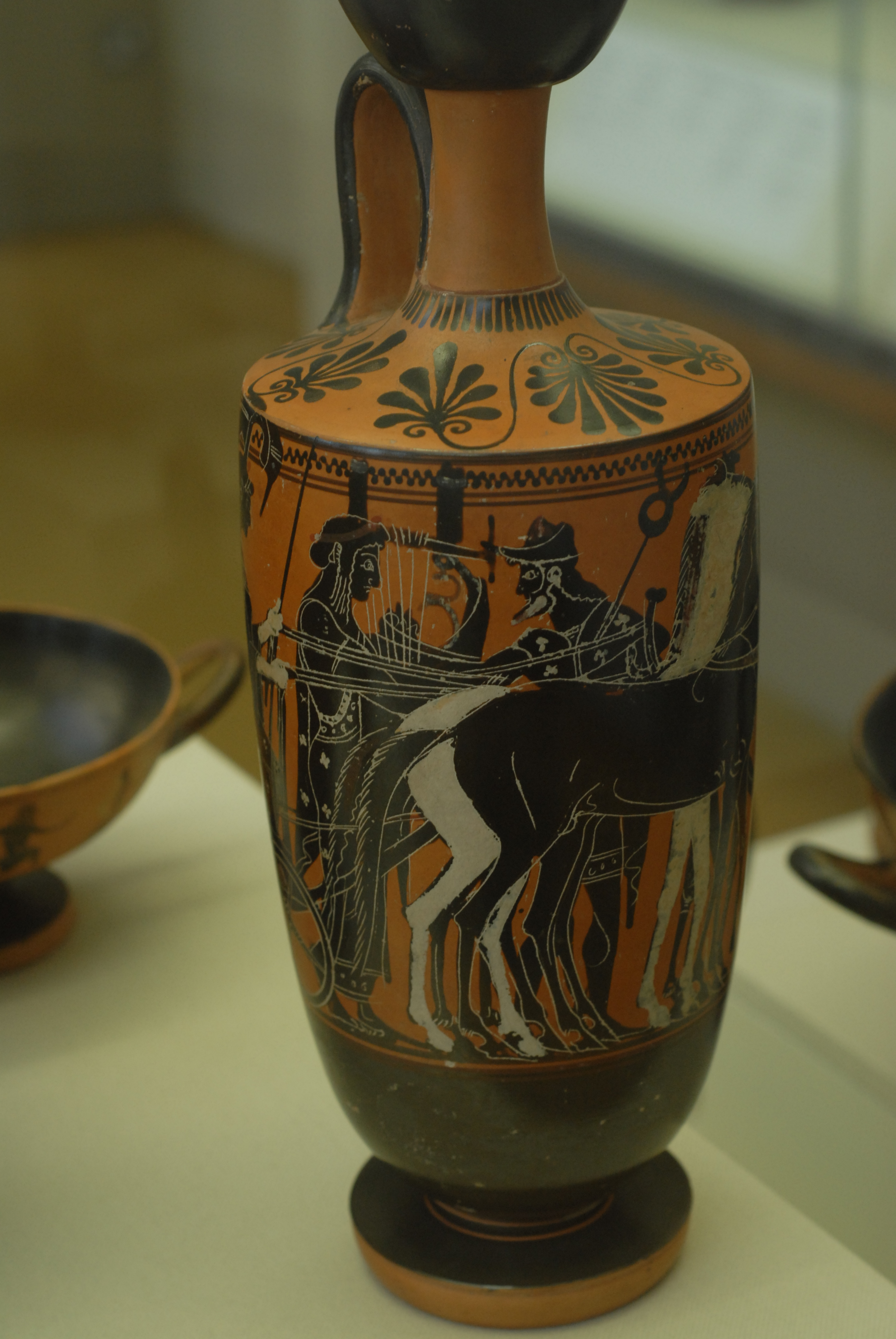
Namensvase des Edinburg-Malers, Edinburg, National Museums of Scotland 1956.436

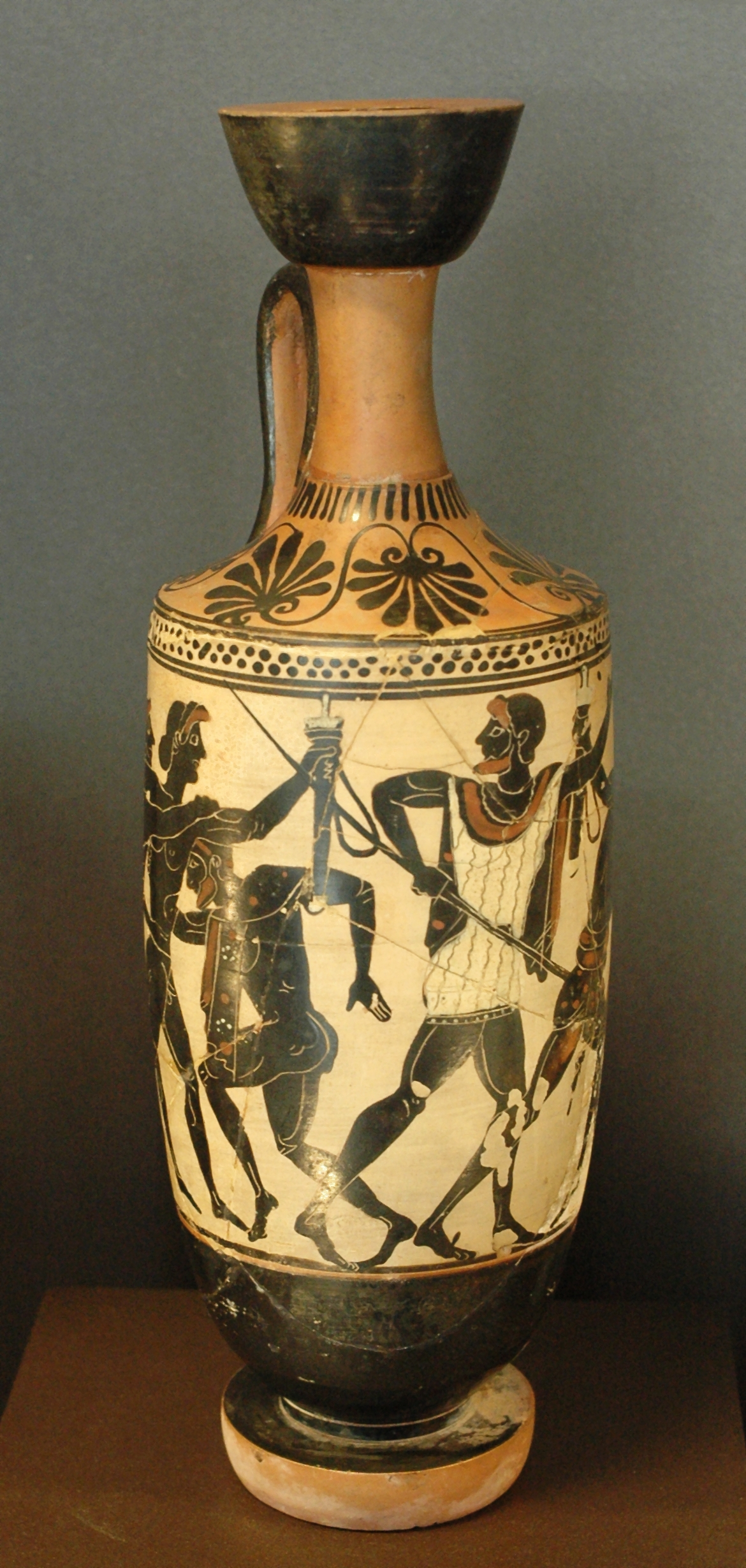
Weißgrundige Lekythos des Edinburg-Malers, Paris, Louvre CA 545: Kampf um die Waffen des Achilleus

Der Edinburgh-Maler war ein attisch-schwarzfiguriger Vasenmaler, tätig um 500 v. Chr. in Athen. Seinen Notnamen erhielt der Edinburgh-Maler nach der Lekythos in den National Museums of Scotland in Edinburgh.
Seine Spezialität waren weißgrundige Lekythen, die er schwarzfigurig bemalte. Er war der erste bedeutende Vasenmaler, der große Zylinderlekythen verzierte. Stilistisch ist er ein Nachfolger der Leagros-Gruppe. Neben Lekythen verziert er auch kleine Halsamphoren und Lekanendeckel, jedoch abgesehen von ein oder zwei ihm zugewiesenen Stücken keine großen Formen, wie es später zum Markenzeichen der Leagros-Gruppe werden sollte. Schon früh in seiner Karriere verringerte er die Anzahl der typischen Schulterpalmetten auf den Lekythen von sieben auf fünf. Dadurch ist er leicht zu identifizieren. Eine wichtigere Neuerung war die Einführung eines weißen, dicken Untergrundes auf dem Vasenkörper. Damit ersetzt er den üblichen roten Tongrund. Damit ist er der Entwickler des attisch-weißgrundigen Stils. Dieser wurde nun für alle Maler des weißgrundigen Stils verbindlich. Auch andere Vasenformen, etwa Oinochoen oder kleine Halsamphoren, wurden manchmal in dieser Weise verziert. Die weiße Wiedergabe solcher Details wie Frauenhaut ist nun nicht mehr nötig, diese Partien werden jetzt wie die anderen Details in Schwarz ausgeführt. Das übernahm er auch für seine Arbeiten auf tongrundigen Gefäßen. Die Arbeiten des Edinburgh-Malers zeichnen sich durch klare und einfache Strukturen und durch Lockerheit aus. Typisch sind die großen, runden und recht ausdruckslosen Augen. Manchmal gelingen ihm noch feine, detaillierte Zeichnungen, doch gehört er schon zu einer späten Generation schwarzfigurig arbeitender Künstler, von denen eine besondere Kunstfertigkeit nicht mehr zu erwarten ist. Seine Mythenbilder und Genreszenen zeichnen sich durch eine große Vielfalt aus. Hier kamen ihm nur wenige Maler aus seiner unmittelbaren zeitlichen Umgebung, etwa der Gela-Maler, der Theseus-Maler und der Athena-Maler, nahe. Der Maler bemalte auch einige der zur Punkt-Band-Klasse gerechneten kleinen Halsamphoren.